# Валмаєр (Іллінойс)
Валмаєр (англ. Valmeyer) — селище (англ. village) в США, в окрузі Монро штату Іллінойс. Населення — 1233 особи (2020).

## Географія
Валмаєр розташований за координатами 38°18′23″ пн. ш. 90°17′53″ зх. д. / 38.30639° пн. ш. 90.29806° зх. д. (38.306310, -90.298035).  За даними Бюро перепису населення США в 2010 році селище мало площу 9,41 км², з яких 9,27 км² — суходіл та 0,14 км² — водойми.

## Демографія
Згідно з переписом 2010 року, у селищі мешкали 1263 особи в 434 домогосподарствах у складі 345 родин. Густота населення становила 134 особи/км².  Було 494 помешкання (52/км²).
Расовий склад населення:
| - 98,0 % — білих - 0,2 % — чорних або афроамериканців - 0,2 % — азіатів - 0,1 % — корінних американців |

До двох чи більше рас належало 1,0 %. Частка іспаномовних становила 1,4 % від усіх жителів.
За віковим діапазоном населення розподілялося таким чином: 31,9 % — особи молодші 18 років, 59,6 % — особи у віці 18—64 років, 8,5 % — особи у віці 65 років та старші. Медіана віку мешканця становила 34,8 року. На 100 осіб жіночої статі у селищі припадало 97,3 чоловіків;  на 100 жінок у віці від 18 років та старших — 91,1 чоловіків також старших 18 років.
Середній дохід на одне домашнє господарство  становив 81 630 доларів США (медіана — 74 554), а середній дохід на одну сім'ю — 85 803 долари (медіана — 79 226). Медіана доходів становила 53 875 доларів для чоловіків та 40 865 доларів для жінок. За межею бідності перебувало 6,8 % осіб, у тому числі 10,6 % дітей у віці до 18 років та 4,7 % осіб у віці 65 років та старших.
Цивільне працевлаштоване населення становило 746 осіб. Основні галузі зайнятості: освіта, охорона здоров'я та соціальна допомога — 26,4 %, мистецтво, розваги та відпочинок — 10,6 %, транспорт — 10,2 %.